# Collège Champittet
Le Collège Champittet est une école privée suisse située dans le canton de Vaud, qui fait partie de Nord Anglia Education.
Fondée en 1903 par des pères dominicains, l’école s'adresse aux élèves âgés de 3 à 19 ans. Elle possède un campus à Pully (jardin d’enfant, classes primaires et secondaires, avec internat). Avec une capacité totale de 950 élèves, le Collège Champittet accueille plus de 40 nationalités différentes, le premier groupe étant suisse. Il offre à tous ses élèves un cursus bilingue (français-anglais) ainsi qu’un programme pour les élèves non francophones.
Le lieu-dit Es Craux, occupé par des champs et prés jusqu’au début du XIXe siècle, est acquis en 1825 par Alexandre-Henri-Valentin Cazenove d’Arlens, qui y fait édifier en 1826 une maison de campagne, intéressante construction néoclassique ayant, côté lac, deux avant-corps latéraux dotés chacun de trois faces. Cette demeure, qui prendra le nom de Champittet, existe encore. Ce bien passe en 1832 à William Haldimand, propriétaire du domaine du Denantou voisin, qui agrandit l'édifice d’une annexe en 1844. Puis la propriété passe en 1864 à Elisabeth Boissonnet, née Heimbürger. Cette rentière fortunée, mère de l’ingénieur Louis Boissonnet est à l’origine de la fondation du même nom à Lausanne. Elle fera sa résidence à Champittet, parallèlement à la propriété qu’elle occupe également à Hochfelden près d’Achern (Bade-Wurtemberg). Sa sœur, Nathalie Heimburger hérite de Champittet en 1873, puis cette maison et son parc passent à Henry de Geymüller, historien de l'art de réputation internationale, qui l’occupe durant ses séjours helvétiques
Le Collège Champittet est fondé en 1903 par un groupe de pères dominicains de France en tant que collège catholique pour garçons. Ils ont dirigé l’école durant presque 50 ans. En 1951, l’école est transmise à l’ordre des chanoines du Grand Saint-Bernard. Dans la même année, le programme de français langue étrangère (FLE) se crée et permet aux non-francophones d’intégrer l’école. En 1906, 600 élèves étudiaient déjà à Champittet. En 1984, l’école accepte les filles dans son cadre éducationnel. Un groupe d’éducateurs professionnels reprend la gestion de l’école quand les chanoines du Grand Saint-Bernard la quittent en 1998. Dans la même année, une section junior ouvre à Champittet. En 1999, le Collège introduit la possibilité de passer le baccalauréat français en plus de la Maturité suisse.
En 2004, le nouveau campus de Nyon est inauguré. L’école devient bilingue (français-anglais) en 2006. En 2009, le Collège Champittet devient membre du groupe Nord Anglia Education et le baccalauréat international est ajouté à son programme d’étude. En 2016, le Collège Champittet et l'Institut Mont-Olivet font une alliance.

## Programme d’études
Le collège Champittet couvre une scolarité complète du jardin d'enfants à la dernière année avant l’université.

### Les valeurs
Le Collège offre un cadre de valeurs chrétiennes et humaines intemporelles. Ecole catholique de référence à Lausanne, il est l'une des rares écoles à disposer d'une aumônerie sur le campus. Les activités de l’aumônerie sont suivies principalement par les élèves catholiques mais sont également ouvertes aux autres élèves. À l’occasion d’évènements religieux, des messes sont célébrées durant l’année. La préparation aux sacrements est aussi possible (baptême, première communion et confirmation). Les élèves peuvent également rejoindre la chorale animée par l’aumônerie.

## Localisation
Tout proche du lac Léman, le Collège Champittet à Pully se situe à quelques minutes du Musée olympique, et à proximité du centre-ville de Lausanne. Trois lignes des Transports Lausannois desservent les abords de l’établissement.
Le campus de Nyon se situe, quant à lui, à seulement 20 minutes de voiture de Genève et à 30 minutes de Lausanne.

## Installations
Le campus du Collège Champittet à Pully couvre plus de 40 000 mètres carrés. Il est composé de trois bâtiments principaux, incluant deux salles de gymnastique. Le campus comporte notamment un terrain de football, une piste d’athlétisme de 100 mètres, deux courts de tennis (couverts en hiver), une salle polyvalente (sports, théâtre, auditoire, etc.) et une chapelle.

## Global Campus
Le Collège Champittet prend part à l’initiative de Nord Anglia Education qui utilise les communautés en ligne pour connecter les différentes écoles du groupe afin de développer une perspective internationale et un réseau entre les étudiants tout autour du globe. Le programme se compose d’activités se déroulant à l’école, en ligne ou dans différents pays à l’étranger.

## Juilliard-Nord Anglia Performing Arts Program
Dès la rentrée 2016, un curriculum artistique axé sur la musique sera proposé en collaboration avec The Juilliard School à New York. Le programme est enseigné en anglais et se basera sur l’apprentissage du clavier ainsi que sur un répertoire de 12 œuvres majeures.

## Humanitaire
Le Collège Champittet s’investit dans des œuvres humanitaires à travers la Fondation Collège Champittet. Cette Fondation à but non lucratif est indépendante de Nord Anglia Education et a pour principaux objectifs de soutenir des projets dans le domaine de l'éducation et de sensibiliser les élèves à la situation des pays défavorisés. La Fondation a sa propre identité légale et est enregistrée au registre du commerce.
La Fondation travaille sur le long terme dans différents pays à travers différentes œuvres :
- Au Madagascar, en partenariat avec la Fondation Avotra, créée par le Père Stefano.
- En Thaïlande, en partenariat avec la Fondation Jan & Oscar.
- En Tanzanie, en partenariat avec la Fondation Nordstar et Nord Anglia Education.
- Au Cambodge, en partenariat avec l’association 1001 Fontaines.

## Abus sexuels
En avril 2022, une plainte pour une agression sexuelle est révélée. Il s'agit d'un prêtre de la congrégation des Chanoines réguliers du Grand-Saint-Bernard, enseignant au sein du Collège Champittet, auteur d'attouchements d’ordre sexuel sur un enfant de 12 ans dans les années 1980. Le prêtre a reconnu l'agression sexuelle, mais les faits sont prescrits et une procédure canonique est engagée,.

## Anciens professeurs
- Michel Bugnon-Mordant (1983-1988)[5].

## Alumni de renom
- Sébastien Barberis : ancien joueur de football professionnel
- Marcel Brion : écrivain et membre de l'Académie française
- Jean-Michel Girard : prévôt du Grand Saint-Bernard
- Jean-Marie Lovey : évêque de Sion
- Olivier Meuwly : historien et homme politique
- Bertrand Piccard : psychiatre et aéronaute
- Marina Rollman : humoriste
- Gérard Salem : psychiatre
- Michel Voïta : acteur
- Dominique de La Rochefoucauld-Montbel : diplomate